# Ceratosolen vetustus
Ceratosolen vetustus is een vliesvleugelig insect uit de familie vijgenwespen (Agaonidae). De wetenschappelijke naam is voor het eerst geldig gepubliceerd in 1994 door Wiebes.